# Гай Целій Руф
Гай Целій Руф (лат. Gaius Caelius Rufus; I століття до н. е. — I століття н. е.) — політичний, державний та військовий діяч Римської імперії, консул 17 року.

## Біографія
Походив з плебейського роду Целіїв. Ймовірно небіж Гая Целія Руфа, консула-суффекта 4 року до н. е., про ще свідчить інший його когномен — «Непот».
Про нього збереглося мало відомостей. У 13 році обіймав посаду претора, що відповідав за казну (ерарій). У 17 році його було обрано консулом разом з Луцієм Помпонієм Флакком. Під час свого керування (можливо як лат. Praefectus civitatis) містом Тускулум зробив пожертвування задля того, аби прикрасити суспільні пам'ятники.
З того часу про подальшу долю Гая Целія Руфа згадок немає.